# Centre de recherches informatique et droit
Créé en 1979 par Yves Poullet, le centre de recherches informatique et droit (CRID) des facultés universitaires Notre-Dame de la Paix à Namur (Belgique) a pour objectif de susciter une réflexion universitaire et pluridisciplinaire sur le droit et l'économie des Technologies de l'information et de la communication. Sa dénomination a été modifiée en Centre de recherches information, droit et société, pour rendre compte de l'extension de son champ de recherche. 

## Unités de recherche du CRID
Le CRID compte aujourd'hui une trentaine de chercheurs, répartis en cinq unités de recherche. 

### Commerce électronique
L'unité Commerce électronique regroupe une équipe de chercheurs autour des questions de droit privé posées par les développements de l’informatique et des réseaux numériques. Au cours des années, les thèmes étudiés se sont diversifiés : 
- contrats et marchés publics de l’informatique, y compris les licences de logiciel libre ;
- signature électronique et, plus généralement, adaptation du droit de la preuve et du formalisme aux technologies de l’information ;
- contrats conclus pour l’accès aux réseaux et l’utilisation des services en ligne ;
- conclusion et exécution des contrats par voie électronique ;
- cadre juridique des tiers de confiance : prestataires de services d’archivage et d’horodatage de documents électroniques, de recommandé électronique… ;
- paiements électroniques et facturation électronique ;
- publicité et marketing direct sur l’internet (par courrier électronique ou sur le Web) ;
- responsabilité des acteurs d'Internet;
- droit international privé et Internet.

### Libertés dans la société de l'information
L’unité Libertés dans la société de l'information traite des questions liées à la protection de la vie privée et des données à caractère personnel, de l’e-gouvernement, de l'accès aux documents administratifs, de la commercialisation des données publiques et de la liberté d'expression. Ces problématiques sont analysées dans le contexte des technologies de l'information et de la communication. 
L'étude de l'impact des nouvelles technologies sur les droits et libertés est l'objet de nombreux projets de recherche qui couvrent les principaux thèmes suivants : 
- les législations de protection des données personnelles;
- la protection des données personnelles sur Internet;
- les flux transfrontières de données;
- l’e-health (e-santé ou Télésanté);
- les données médicales et génétiques;
- la démocratie électronique;
- les nouvelles techniques de surveillance;
- la cybercriminalité.

### Propriété intellectuelle
Les recherches menées par l’unité Propriété intellectuelle s’intéressent à la protection des biens intellectuels dans l’environnement numérique, qu’il s’agisse de droit d'auteur, de marques, de brevets ou d’autres droits intellectuels. 
De nombreuses questions ont été examinées par l’unité au cours des dernières années : 
- la protection juridique des produits et des systèmes informatiques tels que les logiciels, œuvres générées par ordinateur, sites web ou bases de données;
- les conflits entre noms de domaine et marques ou autres signes distinctifs;
- la protection du droit d’auteur sur Internet;
- l’utilisation des marques par les moteurs de recherche;
- la brevetabilité des logiciels;
- la propriété des résultats de la recherche;
- les questions juridiques de l’enseignement en ligne;
- les bibliothèques numériques;
- la responsabilité des intermédiaires de l’Internet;
- les questions de droit international privé;
- les modes alternatifs de résolution des conflits en propriété intellectuelle;
- les mesures techniques de protection du droit d'auteur ou Digital Rights Management (DRM);
- les contrats en droit d'auteur;
- les exceptions au droit d'auteur et leur adaptation à la société de l’information;
- le phénomène open source ou accès ouvert en matière de logiciels, d’œuvres littéraires et artistiques, de publications scientifiques ou de brevets;
- les droits intellectuels portant sur des bases de données biologiques ou génétiques;
- les questions juridiques liées à la création et à l’exploitation d’une base de données.

L’unité de recherche est également responsable du projet international Creative Commons pour la Belgique.

### Communications électroniques
Les recherches de l’unité Communications électroniques portent principalement sur l’analyse de la réglementation belge, européenne et internationale (OMC, UIT) en matière de (télé)communications électroniques. 
L’analyse vise principalement la réglementation sectorielle des (télé)communications électroniques, qu’il s’agisse de la définition et de l’exercice de la fonction de réglementation/régulation ou de la réglementation des acteurs du marché (notamment réglementation asymétrique des entreprises puissantes p.ex. en matière d’accès et la réglementation des activités d’intérêt général comme le service universel). 
Des éléments de droit de l’audiovisuel sont également pris en considération, notamment à travers la question de la répartition des compétences en la matière en Belgique. 
L’analyse juridico-économique de la réglementation sectorielle des (télé)communications électroniques est complétée par celle des relations et influences réciproques entre réglementation sectorielle et droit de la concurrence ainsi que d'autres réglementations horizontales. 

### Convergence technologie et sécurité
À l'origine, l’unité avait pour objet l'informatique juridique et les systèmes experts non connectés à Internet. Nombre de systèmes experts ont ainsi été produits pour des partenaires publics. Depuis 2001, l’unité travaille sur des projets fort proches de l'industrie, notamment en matière de cartes à puce et dans le domaine du droit de la preuve en cybercriminalité. L’unité coordonne et fournit, en collaboration avec les autres unités du CRID, un accompagnement spécialisé dans des projets de recherche de haute technicité en Belgique et en Europe. Pour ce faire, elle développe des systèmes experts en ligne et sur mesure. 
Ses domaines de recherches sont :
- la preuve électronique;
- les technologies de radio-identification;
- la cybercriminalité;
- l’implémentation des mesures de protection de données au cœur de la technologie.

## Activités du CRID

### Recherche
En réponse aux problèmes qui lui sont soumis par des partenaires publics ou privés et dans le respect de sa Charte de la recherche, le CRID a été amené à s'interroger sur des questions essentielles pour le devenir de notre société et de nos citoyens. Il a participé activement à des réflexions menant à l'écriture de lois en Belgique et à de multiples recommandations notamment à destination de l'Union européenne, du Conseil de l’Europe et de l’UNESCO.

### Master en Droit des TIC
Les recherches du CRID nourrissent l’enseignement universitaire, en particulier dans le cadre du Master complémentaire en Droit des Technologies de l'information et de la communication (DTIC), lancé en septembre 1992 par les Facultés Universitaires Notre-Dame de la Paix à Namur. 

### Formations
En collaboration avec la Faculté de Droit et le DTIC, le CRID organise une formation pour juristes en droit des technologies de l’information et de la communication appelée juriTIC. Ce programme offre aux cadres d’entreprises et aux praticiens du droit des modules de cours de deux jours qui intègrent des rappels théoriques et la présentation des solutions imaginées dans la pratique. 

### Les Cahiers du CRID
Le CRID propose une collection de Cahiers qui ont pour objet de diffuser le résultat d'études menées par ses chercheurs et collaborateurs. Chaque Cahier constitue la synthèse d’un thème d'actualité traité dans une perspective interdisciplinaire, théorique et pratique.

### Thèses de doctorat
Neuf thèses de doctorats ont été produites au sein du CRID et six autres sont en cours.

## Le Centre de documentation du CRID
Le Centre de documentation, dont le catalogue est disponible en ligne, compte plus de 3500 monographies et une cinquantaine de revues spécialisées. 

## La Revue du Droit des Technologies de l'Information
La RDTI est née en 1998 au sein du Centre dans le cadre du DTIC.